# Sleeveface
Sleeveface ist ein Internetphänomen, bei dem eine oder mehrere Personen Körperteile mit Schallplatten-Hüllen (engl. sleeve) verdecken oder erweitern und so eine Illusion erzeugen. Sleeveface wurde in sozialen Netzwerken populär.  Der genaue Ursprung dieser Idee ist unbekannt. Eine Sammlung von Fotografien wurde Anfang 2006 auf waxidermy.com veröffentlicht, doch es gibt auch frühere Beispiele für 'Sleevefacing', darunter ein Titelbild der Zeitschrift Mad und ein Sketch in der Adam & Joe Show, bei dem Gary Numan eine Plattenhülle vor sein Gesicht hält. Ein "sleeveface" vor dem Internetphänomen war ein Plattencover von DJ J Rocc, dessen eigene Hülle (Vor- und Rückseite) als Gruppen-Sleeveface gestaltet ist.  Den Begriff 'Sleeveface' prägte der DJ Carl Morris aus Cardiff im April 2007, nachdem Bilder von ihm und seinen Freunden gemacht wurden, auf denen sie Plattenhüllen vor ihre Gesichter halten, als sie in einer Bar in Cardiff selbst Platten auflegten. Sein Freund John Rostron veröffentlichte die Fotos im Netz und gründete eine Gruppe auf der aufstrebenden Plattform Facebook. Von dort aus verbreitete sich das Phänomen.  John Rostron und Carl Morris veröffentlichten 2008 das Buch Sleeveface: Be The Vinyl (dt. "Sei deine Schallplatte", erschienen bei Hoffmann und Campe), welches Sleevefaces aus der ganzen Welt versammelt, die über ihre website www.sleeveface.com eingereicht worden waren. Im Jahr 2024 veröffentlichte der deutsche Sleevefacekünstler Thomas Hanisch das bilinguale (dt./engl.) Buch „Behind the Cover - Best of Sleevefaces 2017-2024“ als E-Book bei Amazon/Kindle mit 250 seiner besten Sleevefacearbeiten.